# Trathala granulata
Trathala granulata là một loài tò vò trong họ Ichneumonidae.